# Ахоски
Ахоски (англ. Ahoskie, о файле/əˈhɒski/) — городок (посёлок городского типа) в северо-восточной части штата Северная Каролина (США). По данным за 2013 год численность населения составляла 5023 человека — крупнейший населённый пункт в округе Хертфорд.
Девиз — Единственный (The Only One), так как других населённых пунктов с таким названием больше нет.

## География
Общая площадь города по данным на 2015 год — 2,66 квадратные мили (6,89 км²); высота над уровнем моря  — 46 футов (14 м). Климат классифицируется как субтропический муссонный, что соответствует жаркому влажному лету и мягкой прохладной зиме.

## Демография
По данным на 2013 год в городе проживали 5023 человека, в том числе 2302 (45,8 %) мужчины и 2721 (54,2 %) женщина, а средний возраст составлял 40,0 лет. Ежедневное колебание численности населения из-за маятниковой миграции составляет 2642 человека. Средний доход на душу населения составлял по оценке $ 17 557, а на каждый дом — $ 91 314. Средняя арендная плата за дом составляла $ 628. По расовому признаку 65,6 % населения являлись афроамериканцами, 28,3 % — европейской расы, 2,0 % — азиатской расы, 1,3 % — индейцы, 0,9 % — латиноамериканцы, а 1,6 % — метисы.

## Культурные аспекты
- Уильям Стайрон описал Ахоски в романе «Дом моего отца» (англ. My Father's House), изданного в 2009 году, после смерти писателя.
- Здесь снимались некоторые сцены таких фильмов как From Midnight to Morning, Baby (2005) и Mississippi Damned[англ.] (2009).